# Ignatz Wessely
Ignatz Wessely (seit 1868 Ritter von) (* 31. Juli 1804 in Olmütz; † 2. Juni 1882 in Brünn) war ein österreichischer Verwaltungsjurist und Politiker.

## Leben
Wessely war jüdischer Religion und konvertierte vor 1848 zum katholischen Glauben. 1844 heiratete er Henriette Bischof. Aus der Ehe gingen vier Kinder: Victor, Henriette, Wilhelmine und Karl hervor.
Er studierte Rechtswissenschaften und war nach dem Studium von 1827 bis 1828 Gerichtspraktikant beim Magistrat und beim Kriminalgericht in Olmütz, von 1828 bis 1842 war er Konzeptspraktikant beim mährisch-schlesischen Landesgubernium in Brünn und von 1842 bis 1845 Gubernialkonzipist bei der mährisch-schlesischen Landesstelle in Brünn.
Von 1845 bis Dezember 1849 war er Kreiskommissär in Ungarisch-Hradisch und ab Mai 1849 dem Landeskommissariat für das russische Hilfskorps zugeteilt. Zwischen Dezember 1849 und 1852 arbeitete er als Bezirkshauptmann, zunächst im Bezirk Ungarisch Hradisch und 1851 im Bezirk Iglau. Von 1852 bis 1853 war er Bezirkshauptmann und Statthaltereireferent bei der mährischen Statthalterei in Brünn (1853 Mitglied der Organisierungs-Landeskommission) und von 1853 bis 1868 Statthalterbeirat, zunächst bei der Statthalterei-Abteilung in Kaschau (Ungarn), von 1857 bis 1860 bei der Statthalterei-Abteilung in Ofen (Ungarn) und ab 1860 bei der mährischen Statthalterei in Brünn. Ab 1859 trug er den Titel Hofrat. 1868 trat er in Ruhestand, den er in Brünn verlebte.
Von 1829 bis 1834 war er Mitglied und Sekretär im Männerverein in Brünn. Vom 15. März 1849 (für Wilhelm Schweidler) bis zum 16. April 1849 vertrat er den Wahlkreis Mähren (Kreis Hradisch, Ungarisch-Brod) in der Frankfurter Nationalversammlung. Im Parlament blieb er fraktionslos und stimmte mit dem Rechten Zentrum. Er gehörte zu den Abgeordneten, die gegen die Wahl Friedrich Wilhelms IV. zum Kaiser der Deutschen stimmten.
Er wurde am 20. Juli 1853 mit dem Ritterkreuz des Franz-Joseph-Ordens und am 2. August 1868 mit dem Ritterkreuz des Österreichisch-kaiserlichen Leopold-Ordens ausgezeichnet.